# Житлобуд-1
Трест Житлобуд-1 (англ. Zhytlobud-1) — одна з найбільших українських будівельних компаній. Має у своєму складі 17 підрозділів, в яких працюють близько 1000 осіб. Компанія входить до п'ятірки найбільших будівельних компаній в Україні. Розташовується в місті Харкові.
До основних видів діяльності компанії належать:
- Будівництво житлових і нежитлових будівель;
- Діяльність в галузі інжинірингу, геології та геодезії, надання послуг технічного консультування в цих галузях;
- Виробництво бетонних розчинів, готових для використання;
- Купівля та продаж власного нерухомого майна;
- Виробництво будівельних металевих конструкцій і частин конструкцій;
- Виробництво будівельних виробів із пластмас.

## Історія
Початок своєї історії компанія бере у 1947 році, коли Міністерство вищої освіти СРСР заснувало будівельний трест — Харківський союзний будівельний трест Міністерства вищої освіти СРСР. Фактично трест почав функціонувати з 10 травня 1947 року. У кінці 1963 року, опісля цілої низки реорганізацій, перейменувань і змін юрисдикцій компанія остаточно набула сучасної назви — Житлобуд-1 і була включена до складу спеціалізованого комбінату «Харківжитлобуд». Після здобуття Україною незалежності, у 1994 році, Житлобуд-1 був перетворений на відкрите акціонерне товариство, зберіг назву. У 2004 році компанія з ВАТ «Житлобуд-1» реорганізувалась в ВАТ «Трест Житлобуд-1» у зв'язку з приєднанням до неї рівненського ЗАТ «Опорядбуд».
З березня 1996 року головою правління є Харченко Олександр Михайлович.
21 березня 2019 року головою правління було призначено Арутюнова Валерія Ашотовича. 

## Критика
«Трест Житлобуд-1» отримав 820 мільйонів гривень на будівництво онкоцентру, 67 з яких було повернуто так і неосвоєними, а споруда лишилася незбудованою. 

## Футбольний клуб «Житлобуд-1»
Жіночий футбольний клуб «Житлобуд-1» був заснований в 2006 році. Президентом жіночого футбольного клубу є Харченко Олександр Михайлович. Клуб «Житлобуд-1» є чільним Чемпіоном України з футболу серед жінок. Роки чемпіонства: 2006, 2008, 2011, 2012, 2013. У чемпіонатах України ФК «Житлобуд-1» провів 169 поєдинків, з яких виграв 149 (у тому числі 15 технічних перемог), зіграв внічию 18 матчів і у 20 зазнав поразки (у тому числі 3 технічних). У цих матчах команда забила 779 голів і пропустила 96.